# الخيالة النوميد

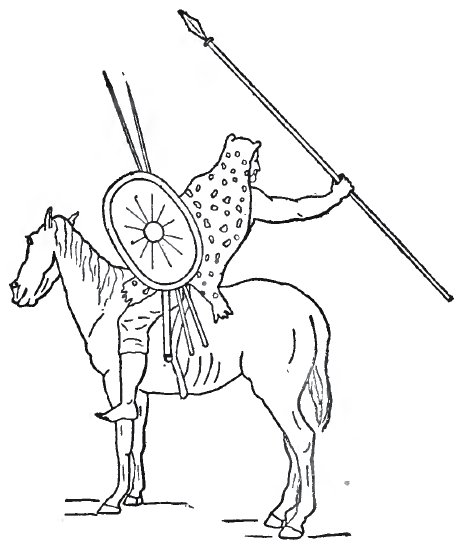
فارس نوميدي

الخيالة النوميديون كان نوعًا من سلاح الفرسان الخفيف طوره النوميديون. بعد أن استخدمهم حنبعل خلال الحرب البونيقية الثانية، وصفهم المؤرخ الروماني ليفي بأنهم «أفضل الفرسان في إفريقيا إلى حد بعيد.».

## تاريخ

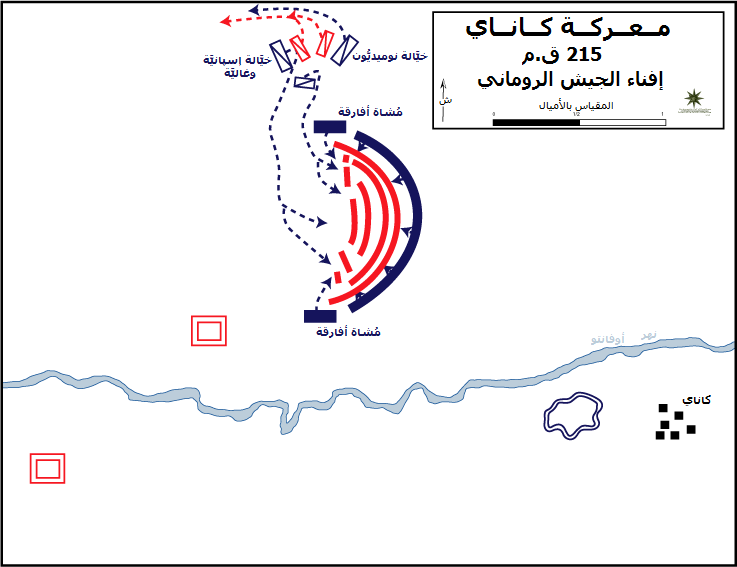
معركة كاناي، أين هزم الفرسان النوميد نظيرهم الفرسان الرومان، ما سمح للجيش القرطاجي (لون أزرق) بتطويق الجيش الروماني (لون أحمر) وهزيمته

ذُكر سلاح الفرسان النوميدي لأول مرة من قبل بوليبيوس كجزء من الجيش القرطاجي خلال الحرب البونيقية الأولى.
عندما انقضت الحرب البونيقية الأولى التي خسرتها قرطاج وطلب الليبيون مستحقاتهم مقابل مساعدتهم لقرطاج في الحرب تماطل مجلس الشيوخ عن تسديد مستحقاتهم مما أدى لاحقا إلى ما يُسمى بثورة الجند المأجور، فكادت أن تسقط قرطاج على يد الليبو لولا إستنجادهم بالقائد الماسيلي نارافاس فأخمدت تلك الثورة. 
وقال مونتسكيو في شأن المقارنة بين خيالة قرطاج وروما قائلا:
“.
أما فرونسوا دوكريه فقال عن فرسان نوميديا في جيش قرطاج:
”ويجب أن نشير أيضًا إلى الأهمية التي كان يحتلها الفرسان النوميديون في جيوش قرطاجة وبخاصة بدءً من القرن الثالث قبل الميلاد. كانوا كما كتب تيتوس ليفوس أفضل فرسان افريقيا وهم يمتطون خيولهم الصغيرة العصبية. وفي المعارك كانت تدخلاتهم حاسمة في بعض الأحيان، وكان معظم الآلاف الستة من النوميديين على وجه التحديد. وليس من العبث تشبيه دورهم ببون القوزاق في الجيوش الروسية في العصور الأخيرة ” 
وهذا كله لما عظمة والدور المحوري التي لعبه النوميد في الجانب القرطاجي في الحروب البونيقية، حتى أن المؤرخ تيت ليف وصف جيش حنبعل بالنوميد لأنهم كانوا لُبَ جيشه في «معركة تريبيا» التي كانت محسومة للطرف القرطاجي في الحرب البونيقية الثانية.
بالنسبة للباقي، انزعج الرومان باستمرار في أحيائهم الشتوية من قبل سلاح الفرسان النوميديين الذين جابوا جميع الجهات، أو من قبل السلتيبيريين واللوسيتانيون، إلى الأماكن التي وجد فيها الفرسان العديد من العقبات. تم اعتراض جميع الإمدادات، باستثناء القادمين من pô (نهر يقع في شماليِّ إيطاليا) على متن القوارب.
كما يجدر أن أضيف ما قاله مونتسكيو عن سبب انتصار حنبعل:
” حقق هنبيعل أكبر انتصاراته بواسطة حلفائه فرسان نوميديا ”
كما كانت كتائب الفرسان النوميدية أقوى ورقة عسكرية تنازعت روما وقرطاج عليها في «الحروب البونيقية» ابتغاء كسبها حليفةً، حيث استعملها حنبعل في زحفه إلى روما وقطع جبال الألب وخسر أول حرب له في معركة زاما لما تغير ولاء النوميد (بقيادة ماسينيسا) لروما بعد خيانة قرطاج لماسينيسا وتحريض صدربعل برقة لسيفاكس على ماسينيسا لما رأى قوته تتعاظم لاسيما أنه رآها في إسبانيا لما كان ولاؤه لصالح قرطاج.
وأختمها بما قال المؤرخ الروماني (تيت ليف) عن خيالة النوميد:
«دون ازدراءٍ للأمم الأخرى، جُند النوميديين خاصة: هم أفضل خيالة (فرسان) في إفريقيا»